# Digital Command Control
Digital command control (DCC), en español « sistema de control digital » es un estándar utilizado en el modelismo ferroviario para el control individual de locomotoras o de accesorios de vía mediante la modulación de la alimentación de vía. 
Este sistema definido por una norma del NMRA (Nacional Model Railroad Asociación) ha sido luego adoptado por el MOROP (Unión Europea de Modelistas ferroviarios y Amigos del ferrocarril). 
Las locomotoras y sus accesorios (luces, efectos sonoros de las locomotoras) así como los accesorios del circuito (desvíos, itinerarios) poseen cada uno una dirección única. La señal codificada enviada a la vía proporciona las órdenes a los equipos o sobre la vía da órdenes a los equipos a la vez que proporciona la pontencia.

## Historia
El sistema DCC ha sido desarrollado inicialmente por Lenz Elektronik GmbH (Alemania) para los proveedores de modelos ferroviarios Märklin y Arnold. Los primeros descodificadores aparecieron a principios de 1989 para Arnold (escala N) y a mediados de 1990 para Märklin (escalas Z, H0 y 1). 
En 1992 la NMRA comenzó a evaluar este sistema como candidato posible para un futuro estándar de control. El sistema se retuvo y bautizó como DCC. La NMRA ha suscrito una licencia cerca de Lenz y las normas oficiales serie '9' salieron a finales de 1993.
El MOROP adoptó posteriormente el sistema con la norma NEM 670.

## Equipos
Una central de control que modula la tensión en la vía se intercala entre un transformador de alimentación de potencia y los cables de alimentación de la vía.
Los equipos móviles (locomotoras) o fijos (semáforos, desvíos, alumbrado)
están dotados de descodificadores que les permiten interpretar las señales de control. Estos descodificadores llevan inscritos un cierto número de parámetros, llamados 'CV' o 'Variables de Configuración'. Sólo ciertas variables de configuración son obligatorias, pero no todas: algunas están aconsejadas, otras son opcionales, incluso otras están a disposición de cada fabricante que incluye sus necesidades propias. Lo mismo ocurre con el contenido, que varía según el fabricante.

### Centrales de mando o control

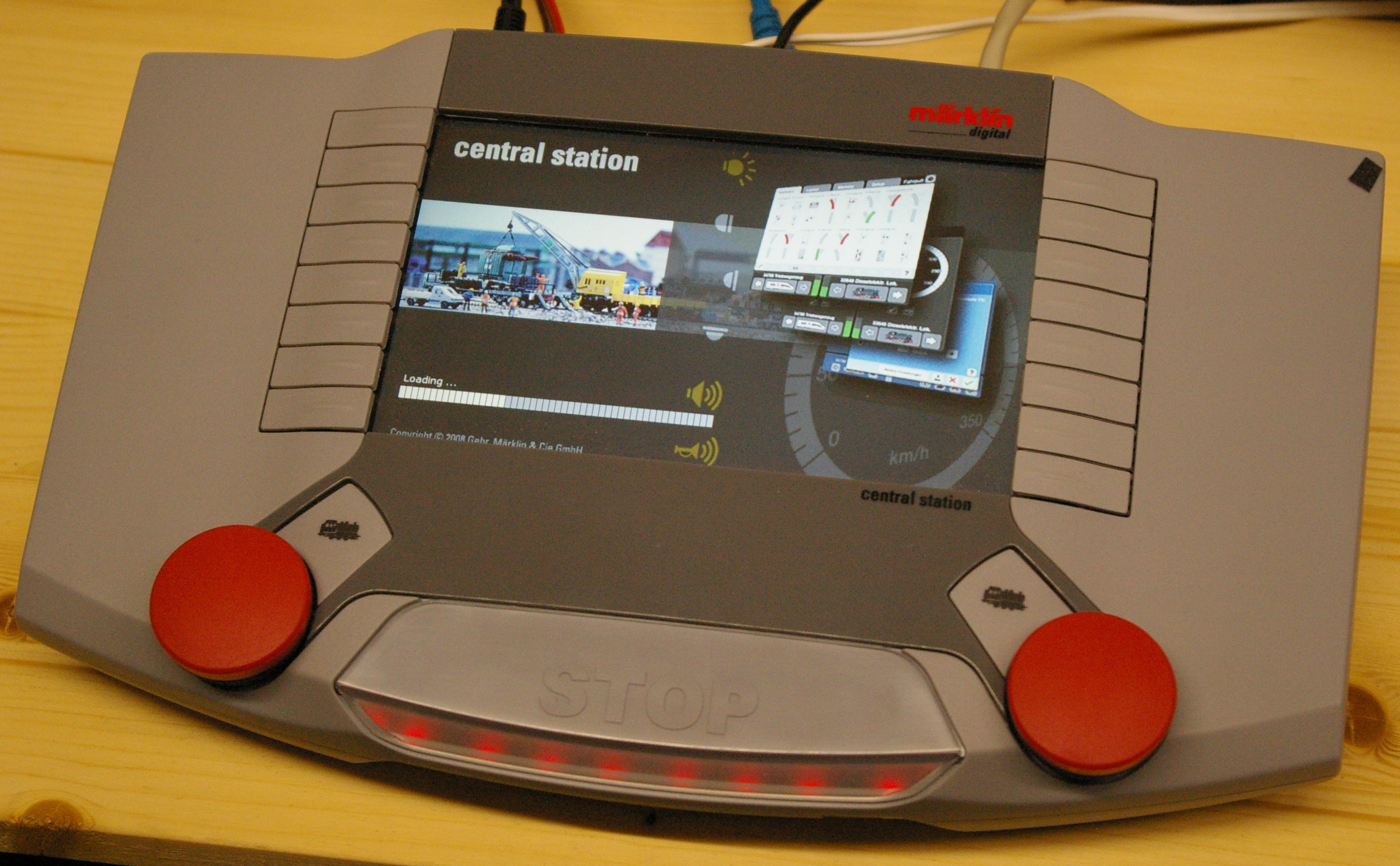
Central de control Märklin CS2 multi-protocolo

Las centrales de mando permiten el control manual con la ayuda de una interfaz de control o el control automatizado. De esta forma, se pueden definir rutas e itinerarios de circulación mediante el control de la posición de los desvíos y el control de las locomotoras (equivalente as a los horarios). 
Las centrales pueden controlarse mediante ordenador. Existe software de control disponible para Windows o Linux.
El control manual se hace directamente en la central, ya sea con un regulador por cable o por control inalámbrico o por radio, ya sea con tableta o teléfono móvil.

### Descodificadores

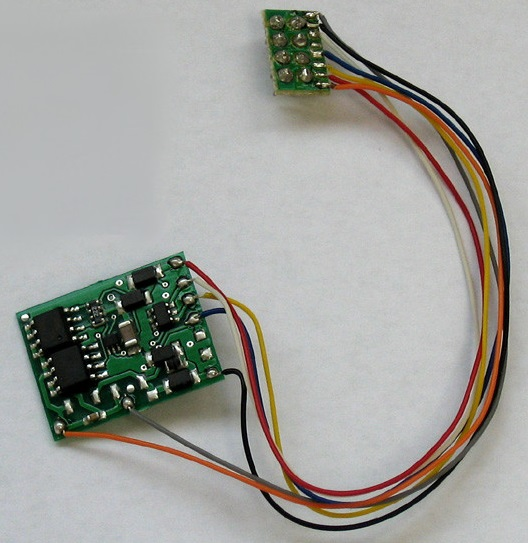
Descodificador DCC multiprotocolo compatible con Railcom y con interfaz NEM-652 de 8 polos

Los descodificadores de locomotora incorporan un variador para el control de los motores eléctricos. Controlan también los faros, la iluminación, los sonidos, el generados de humo y algunas veces el sistema de desenganche.
Los descodificadores de accesorios proporcionan generalmente señales de todo o nada y frecuentemente se equipan con relés.
La configuración de los descodificadores se hace generalmente con la ayuda de la central que pasa a un modo llamado 'de programación' que transmite las señales de programación a la vía principal o a la vía de programación. Utiliza generalmente un segmento de vía específico para programar cada equipo individualmente sin perturbar al resto.

### Amplificadores (Boosters)
Los 'boosters' son amplificadores de intensidad que conservan la forma de tensión de la señal presente en su entrada, pero permitiendo a los equipos utilizar una intensidad más elevada, asegurando una potencia más elevada para un circuito de vía que comporta numerosas locomotoras o accesorios funcionando simultáneamente. La tensión de salida puede ser ajustada a un valor diferente de aquella de entrada. Se conserva la forma de los impulsos con la finalidad de conservar los códigos transmitidos.
Puede haber varios amplificadores (boosters), con el fin de separar la alimentación de los accesorios y la alimentación de la vía y también con la finalidad de crear un cierto número de 'cantones' con aquella de la vía y también con la intención de detectar los trenes. La misma señal se transmitirá a los diferentes amplificadores (boosters).

### Panel de control

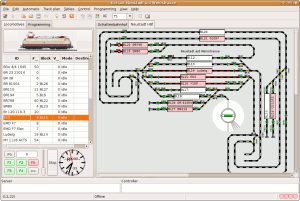
Programa de control 'Rocrail'

La interfaz de control a veces llamada 'regulador' (cab en inglés) puede tener varias formas:
- Un panel de control directamente en la central
- Un ordenador con un programa especial (conectado por cable o wifi a la central)
- Un regulador conectado por cable a la central, a veces llamado 'ratón'
- Un regulador inalámbrico conectado por radio a la central
- Un teléfono inalámbrico (conexión analógica) que comanda la central
- Un teléfono móvil (smartphone) conectado por wifi a la central

La mayoría de las centrales aceptan tener varios controladores operando de forma simultánea. Esto permite por ejemplo a cada usuario conducir su propia locomotora.
Los cuadro de mando o los ordenadores, de tamaño más grande, permiten sobre todo la visualización de una imagen del circuito, facilitando una vista más global y el control de los accesorios.

#### Los buses de interfaz de los cuadros de mando
Ciertos constructores han definido una interfaz eléctrica y un protocolo que permite conectar los controladores (o los receptores de radio) con la central. 
Estos estándares no son parte integrante de la norma DCC y hay una variedad de ofertas entre los fabricantes. En inglés, estos buses se denominan 'cab bus'.
Entre paréntesis se ponen los fabricantes que utilizan el bus
- LocoNet (Digitrax,Uhlenbrock, Fleischmann) - utilizado también para retroseñalización -
- XpressNet/X-bus (Lenz, Arnold, Hornby, Roco, CT-electronik, ZTC)
- NCE Network (NCE)

## Principios de codificación
Las señales de control se agrupan por paquetes que se envían sucesivamente, siendo destinado cada paquete a una única dirección. Puede ser que haya varios descodificadores con la misma dirección, que recibirán entonces las mismas órdenes.

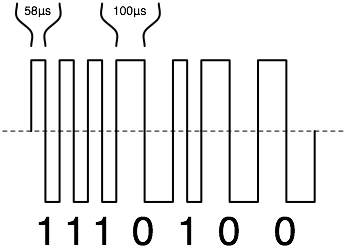
un ejemplo de paquete corto de una señal DCC con su flujo de bits.

Una estación de control DCC, en combinación con su 'booster' (amplificador de señal), modula la tensión de vía para enviar los mensajes digitales en combinación con la alimentación de potencia.
La tensión de la vía es una señal continua bipolar. Esto da una forma de corriente alterna, pero la señal no es  sinusoidal. Las inversiones de tensión son instantáneas, lo que da una señal  pulsante. La duración del impulso en cada sentido proporciona la codificación de la señal. Para definir un bit '1', la duración es corta (58µs para una semi-ciclo) mientras que un bit '0' está representado por un periodo largo (al menos 100µs para un semi-ciclo).
Cada locomotora está equipada con un descodificador embarcado que recupera la señal de la vía y tras la recuperación, proporciona la potencia al motor siguiendo las órdenes. La corriente puede también utilizarse para los faros, el generador de humo y el sonido. Un descodificador fijo puede ser conectados con los carriles para controlar desvíos, desenganchadores y otros accesorios de vía como los sistemas de anunció de megafonía o la iluminación.
Con ciertas centrales, en un segmento de vía alimentada en DCC es posible de utilizar una única locomotora con control analógico entre las locomotoras controladas por DCC. La técnica se llama 'zero stretching'. El impulso alto o bajo se modifica para dar un valor medio de tensión en un sentido o en el otro. No obstante, los transitorios de la señal DCC hacen calentar los motores y ciertas locomotoras equipadas de motores a rotor sin núcleo pueden resultar dañados por este principio de funcionamiento.

## Ventajas e inconvenientes
El control es totalmente centralizado y cada equipo está dotado de su propio descodificador, el cableado se simplifica notablemente con relación a los sistemas de control por relés.
Para una circulación automatizada, las secuencias están definidas mediante programación sin ninguna modificación en el cableado, lo que abre grandes posibilidades de modificaciones y de reorganización. 
No obstante, todas las locomotoras tienen que estar 'digitalizadas' equipándolas de un descodificador. Si en las máquinas modernas, está previsto desde su fabricación el enchufar un descodificador, las antiguas tienen que ser modificadas y recableadas. 
El coste de un reequipamiento es pues importante si se añade el precio de la central al de los descodificadores de locomotoras y descodificadores de accesorios.
Si el cableado es simple, será reemplazado por una importante etapa de programación de los descodificadores.
Originariamente, DCC no hacía más que enviar controles sin poder recoger una información de retorno ('rétroseñalización'). Para llenar este vacío, se han creado varios sistemas, incompatibles entre ellos. La norma DCC se ha completado con el estándar 'Railcom' pero los demás estándares ya bien implantados han creado una fragmentación de ofertas, perjudiciales para un buen desarrollo.
La adición de un sistema de retroseñalización permite una automatización completa pero aumenta el premio de la instalación.

## Retroseñalización (retroinformación)
El sistema DCC sólo estaba previsto en origen para el envío de señales de control sin posibilidad de retroinformación, ya sea desde la vía o desde las locomotoras.
Esto ha suscitado el desarrollo de 'bus' de retroseñalización que permite sobre todo de señalar a una central las secciones de vía ocupada.
Hay pues varios estándares disponibles.

### Railcom
En 2006 Lenz, en coordinación con Kühn, Zimo y Tams, comenzó a desarrollar una extensión del protocolo DCC que permite tener una retroinformación desde los descodificadores hacia la central de mando. Esta señal de regreso permite sobre todo de señalar qué tren está rodando actualmente sobre tal sección (cantón), pero permite también dar la velocidad real de una locomotora. El nombre de este sistema de retroinformación es Railcom y fue estandarizado en el año 2007 por la norma NMRA RP 9.3.1.

### Otros estándares de retroseñalización
Entre paréntesis se ponen los fabricantes que proponen equipos que siguen estos estándares organizados en 'bus'.
- Loconet (Digitrax, Fleishmann, Uhlenbrock, Roco, Zimo)
- S88 (ESU, Fleishmann, Tams, Uhlenbrock, Viessmann)
- RS-feedback (Lenz)

## DCC paratren de jardín
En un tren de jardín, la suciedad en los carriles y los cruces plantea problemas específicos para la utilización de DCC al impedir una buena transmisión de corriente y señal.
Se prevé en principio que la señal DCC se transmita a través de un cable principal de gran sección, denominado 'feeder', enlazando a intervalos muy regulares (2 a 6 m) con la vía para mantener una buena calidad de corriente.
Hay posibilidades alternativas.
- La transmisión por radio de la señal DCC, en la que los trenes se alimentan por una batería, incluso por la vía pero con un almacenamiento de energía.
- La transmisión de la señal DCC por la vía posible en la ausencia de contacto entre la vía y las ruedas (la vía que sirve entonces de antena). En este caso, un sistema de almacenaje de energía de algunas décimas de segundos está incorporado en el descodificador (Lenz 'gold').